# 스튜디오 시스템
스튜디오 시스템(studio system) 또는 스튜디오 체제란 1920년대 초부터 1950년대까지 할리우드 계에서 주로 채택되었던 필름 제작 및 배포의 방식이다. “스튜디오 시스템”이란 말은 영화 스튜디오가 (1)자신들의 영화 촬영소에서 종종 장기 계약을 맺은 스태프들을 데리고 (2)소유권을 교묘하게 활용하여 수직적 통합과 효율적인 영화 배급을 이끌어내 이득을 증가시키는 것이다. 1948년 연방 대법원에서 이러한 배포 및 상영 방식에 대해 위법이란 판결을 처음으로 내림에 따라 스튜디오 시스템은 막을 내리게 되었다. 1954년 마지막으로 존재했던 메이저 프로덕션 스튜디오와 극장 체인 간의 고리가 끊어지면서 스튜디오 시스템의 시대는 공식적으로 막을 내렸다. 유성 영화가 처음 등장한 때부터 스튜디오 시스템이 하향세로 접어든 시기, 즉 1927/29 ~ 1948/49년까지의 기간을 할리우드 스튜디오 황금시대(Golden Age of Hollywood)라고 한다.
황금시대 동안, 8개의 회사가 소위 메이저 스튜디오로써 활약, 할리우드 스튜디오 시스템을 이끌어나갔다. 이 8개 중, 5개는 제작 스튜디오, 배급사, 어느 정도 규모가 되는 극장 체인을 같이 운영하며 배우와 필름 제작자와 계약을 한 완전한 형태의 복합 기업이었다. 이런 회사는 폭스 영화사 (이후 20세기 폭스), 로우스 시네플렉스 엔터테인먼트 (미국 최대의 극장 체인이자 MGM의 모회사), 파라마운트 픽처스, RKO 라디오 픽쳐, 그리고 워너브라더스가 있었다. 유니버설 픽처스와 콜럼비아 픽처스도 비슷한 구조였으나 극장 체인의 크기는 작았다. 마지막 황금 시대 메이저 스튜디오였던 유나이티드 아티스트 사는 몇 개의 극장을 소유했고 통제 하에 있던 파트너쉽 그룹의 멤버가 두 개의 제작 시설을 가지고 있었지만, 주된 기능은 후원-배급사로, 독립 영화 제작자들에게 돈을 빌려주고 그들의 영화를 개봉시켜주는 역할을 하였다.

## 역사

### 소리, 그리고 5대 스튜디오
1927~1928년은 일반적으로 할리우드 스튜디오 황금 시대의 시작이자 스튜디오 시스템 확립의 마지막 단계로 여겨진다. 1927년 나온 재즈 싱어 (The Jazz Singer)는 세계 최초의 발성 영화 (실제로는 대부분의 씬이 무성으로 처리되었다)였으며, 이는 당시 중소 규모였던 워너 브라더스가 크게 도약할 수 있는 계기를 마련하였다. 다음 해 워너 브라더스가 내놓은 싱잉 풀 (The Singing Fool)과 최초의 ‘완전한 발성 영화’ 라이츠 오브 뉴욕 (Lights of New York)이 흥행하면서 할리우드에서는 영화에 소리를 삽입하는 것이 일반적인 절차가 되었다. 스크린 바깥에서도 중요한 변화가 일어났다. 워너 브라더스는 이 성공을 기회 삼아 1928년 9월 스탠리 극장 체인을 인수하였다. 한 달 후에는, 얼마 전까지만 해도 워너 브라더스를 앞지르던 퍼스트 내셔널 픽처스를 인수하였다. 이 인수 합병에는 135에이커 크기의 스튜디오와 촬영소 뿐만 아니라 대규모 극장 체인도 포함되어있었다. 워너 브라더스는 바야흐로 전성기에 접어들고 있었다.
“5대 스튜디오”의 마지막 순서는 1928년에 나타난 RKO 픽처스였다. 당시 라디오 코퍼레이션 오브 아메리카의 사장 데이빗 사르노프는 당시 모회사 제너럴 일렉트릭이 새로 개발한 RCA 포토폰의 특허를 통해 돈을 벌 방법을 모색하고 있었다. 당시 내로라하는 영화 제작사가 모두 웨스턴 일렉트릭의 기술의 혜택을 얻고자 계약을 벼르고 있었기에, RCA 역시 영화 업계에 뛰어들었다. 1월, 제너럴 일렉트릭은 당시 조지프 P. 케네디가 가지고 있던 배급 및 제작사 필름 부킹 오피스 오브 아메리카 (FBO)의 주식을 크게 사들였다. 10월, RCA는 여러 차례의 주식 양도를 거쳐 RCA는 FBO와 키스-알비-올피엄 극장 체인을 소유하게 되었다. 이 셋이 하나로 합쳐 라디오-키스-올피엄, 즉 RKO가 되었으며 사르노프가 중역회장을 맡았다. RKO와 워너 브라더스 (곧 워너 브라더스-퍼스트 내셔널이 됨)가 폭스, 파라마운트, 로우스/MGM과 어깨를 나란히 하게 되면서, 향후 할리우드—곧 세계 영화계—를 뒤흔든 5대 스튜디오 (the Big Five)가 확립되었다.

### 메이저 스튜디오의 시대
매출을(시장 점유율과 밀접한 관계) 통해 매긴 5대 스튜디오의 순위는 황금 시대 동안 거의 변하지 않았다: MGM은 1931년부터 1941년까지 11년 연속 1위를 차지하였다. 초기 유성 영화 시대 (1928-1930)에는 파라마운트가 가장 큰 돈을 벌었으나 이후 하향세였고, 폭스는 MGM이 1위를 할 동안 주로 2위를 차지하였다. 파라마운트는 1940년대부터 천천히 상승세를 타, 2년 후 MGM을 제쳤다; 그때부터 1949년 재정립까지 파라마운트는 5대 스튜디오 중 항상 매출 1위를 차지하였다. 1932년—MGM을 제외한 다른 모든 회사가 적자를 보고, RKO의 적자가 경쟁사들보다 비교적 적었던 해—을 제외하면 MGM은 황금 시대 내내 4, 5위를 차지하였으며, 워너 브라더스도 하위권에 머물렀다. 나머지 세 메이저 스튜디오 (the Little Three) 중에서는, 유나이티드 아티스트가 주로 꼴찌였으며 1930년대에는 콜럼비아가, 1940년대에는 유니버설이 1위를 차지하였다.

### 시스템의 몰락과 RKO의 종말
스튜디오 시스템을 유지시켜준 기술 중 하나로 블록 부킹 (block booking)이 있었다. 이는 극장에 여러 영화를 한 묶음으로 하여 일괄적으로 계약을 맺는 것이었다. 이러한 ‘묶음’—1940년대에는 일반적으로 영화 다섯 편 정도—에 흥행할 만한 영화는 한 편뿐이었고, 나머지는 평균적인 퀄리티의 A급 또는 B급 영화들이었다. 1948년 5월 4일, “파라마운트 판례 (the Paramount case)”라고도 알려진 미 정부 대 5대 스튜디오의 반트러스트적 법정 싸움에서, 연방 대법원은 블록 부킹을 금지하였다. 분명 복합 기업은 반트러스트법을 위반한 케이스였으며, 사법부는 이를 어떻게 수정할지에 대한 최종 결론을 내리지 않았으나, 하부 법원에서는 이에 대해 제작사와 배급사의 분리가 해답이라는 판결을 내놓았다. 5대 스튜디오는 이러한 법원의 판결에 맞서 싸워 자신들의 위치를 공고히 할 의지가 분명해보였다—실제로 이 싸움의 시작은 10년 전인 1938년 7월 20일에 이루어진 것이었다.
하지만, 5대 스튜디오에서 가장 재정적으로 약했던 RKO에게는 이러한 법원의 판결이 기회로 보였다. 판결이 내린 그 달, RKO 사는 영화광이었던 억만장자 하워드 휴즈가 운영하고 있었다. 5대 스튜디오 중 가장 적은 수의 극장을 통제하고 있었던 휴즈는, 이 판결이 도미노 효과를 불러와 결국 경쟁사들도 자신과 같은 위치로 내려올 것이라고 보았다. 휴즈는 연방 정부에게 스스로 판결을 따르는 것으로 합의를 볼 의사를 제시하였다. 합의 하에 휴즈는 자신의 스튜디오를 우선 두 회사, RKO 픽처스 코퍼레이션과 RKO 씨어터 코퍼레이션으로 나누고, 이 중 하나를 타인에게 매각할 것을 약속하였다. 휴즈의 이러한 결정은 그동안 판결을 따를 수 없다고 강력히 주장해온 나머지 네 영화사들의 입장도 같이 곤란하게 만드는 것이었다. 실로, 휴즈와 정부의 합의—1948년 11월 8일 이루어짐—는 황금 시대의 막을 내리는 발판이 되었다. 곧 파라마운트가 항복을 선언, 2월에 비슷한 내용의 합의를 하였다. 그리 하여 오랫동안 투쟁해온 파라마운트가 처음으로, 예상보다도 빨리 회사 분열을 거치면서—1949년 12월 31일에 완료됨—5대 스튜디오 중 처음으로 지위를 잃게 되었다. 이는 황금 시대의 끝이었다. 다른 스튜디오들의 합의도 곧 뒤따라, 스튜디오 시스템은 휴즈의 결정 이후로 5년이 지속되었다. 새로운 변화를 통해 가장 빠르게 성공을 거둔 회사는 다름 아닌 규모가 가장 작았던 유나이티드 아티스트였다; 1951년 새로운 경영진이 맡은 이 회사는, 픽포드-페어뱅크스 제작 시설의 임대 계약을 해지하면서 간접비 부담이 사라졌고, 독립 제작자들에게 직접 투자를 하는 경우가 잦아졌다—이는 이후 할리우드의 많은 회사들에게 영감을 준 모델이 되었다. 꼬박 30여년을 이어온 스튜디오 시스템은 1954년, 마지막 생존자였던 로우스가 MGM과의 영업적 연결 고리를 끊으면서 공식적으로 종말을 선언하였다.
비록 휴즈의 책략이 스튜디오 시스템을 없애는데 큰 활약을 하였으나, RKO 자체에게 돌아온 이득은 적었다. 그의 성급한 지휘—당시 업계 전체를 쥐락펴락하던 텔레비전에게 관객을 뺏긴 것도 큰 몫을 했다—는 할리우드에서 톡톡히 대가를 치렀다. 1952년 휴즈는 RKO의 자금 지원을 위해, 영화계에 아무런 경험이 없었던 시카고의 한 기업 연합에 손을 뻗었다. 거래는 실패하였고, 이때쯤인 1953년 RKO 극장 체인이 매각되었다. 그 해, 방송 업계에서 조금씩 영역을 확장해가고 있던 제너럴 타이어 앤 러버가 휴즈에게 접근하였다. 1954년 12월, RKO 픽처스의 거의 완전한 소유권을 가지고 있던 휴즈는 그다음 해 1955년 여름, 스튜디오 전체를 제너럴 타이어에게 팔아버렸다. 제너럴 타이어는 다시 C&C 텔레비전 사에게 RKO 영화들의 TV 방영권을 팔아넘겨 돈을 벌었다. 계약 하에, 영화들은 RKO 트레이드마크들이 삭제되어 C&C에 의해 지역 방송국으로 넘겨졌다. 한편 할리우드 쪽에서는 RKO는 여전히 영화 제작에서는 죽을 쑤고 있었으며, 1957년 결국 올 것이 왔다. 회사 건물은 문을 닫고 시설들은 루실 볼과 데시 아르나즈의 회사 데실루에게 팔렸다. 유나이티드 아티스트처럼, 이제 RKO는 ‘스튜디오 없는 스튜디오’가 되었다; 다만 다른 점은 옛 영화 몇 편의 소유권을 가지고 있었으며 새 영화를 만들 의지가 전혀 없어졌다는 점이겠다. 1959년 RKO는 결국 완전히 영화 사업을 그만두었다.

### 시스템 몰락 이후
2009년 기준으로, 황금 시대의 메이저 스튜디오 8개 중 5개가 할리우드에서 활동을 이어가고 있으며, 5개 모두 더 큰 미디어 기업의 일부이다: 5개 스튜디오는 콜럼비아 (소니 소유), 20세기 폭스 (뉴스 코퍼레이션 소유), 워너 브라더스 (타임 워너 소유), 파라마운트 (비아콤 소유), 그리고 유니버설 (제너럴 일렉트릭/NBC 유니버설 소유)이다. 여기에 더해, 월트 디즈니 회사의 부에나 비스타가 메이저 스튜디오로 부상하여, 소위 “6대 스튜디오” (Big Six)가 확립되었다. 디즈니 사를 제외하면, 이런 메이저 스튜디오들은 과거의 자신들이 아닌 옛 유나이티드 아티스트를 모델로 삼고 있다: 즉, 그들은 실제 영화를 제작한다기보다 후원-배급사 (그리고 스튜디오 임대인)로써 활동하는 것이다.
소니는 콜럼비아에 더해 (과거에 비해 규모가 비교적 작아진) MGM과 부속사 UA를 관리하고 있다; 소니 산하에서, MGM/UA는 “미니 메이저 스튜디오”로, 콜럼비아와 표면상으로는 독립적이나 실제로는 밀접한 관계를 맺고 있다. 1996년, 타임 워너는 터너 방송사 (TBS)를 사들이면서 한때 독립 회사였던 뉴 라인 씨네마를 가지게 되었다. 2008년, 뉴 라인은 워너 브라더스와 합병을 하였으며, 워너 브라더스의 부속 스튜디오로 존재하고 있다. 오늘날의 6대 스튜디오는 준독립 “예술 극장 (arthouse)” 스튜디오도 통제하고 있으며, 그 예로는 파라마운트 밴티지나 디즈니의 미라맥스 (원래는 독립 스튜디오였음) 같은 것이 있다. 또 대부분 장르 영화, B급 영화를 제작하는 분과도 가지고 있는데, 이 예로는 소니의 스크린 젬스와 부에나 비스타의 할리우드 픽처스 브랜드가 있다. 한편으로 유니버설의 ‘인디 산하 제작사’ 포커스 피처스는 그 브랜드 이름으로 여러 예술 영화를 만들고 있다. 포커스 피처스와 폭스의 폭스 서치라이트의 경우 미니 메이저급이다. 이외에 라이온스게이트 엔터테인먼트, 와인스타인 회사 같은 독립 영화사도 미니 메이저급이다.

## 아시아와 유럽의 스튜디오 시스템
스튜디오 시스템은 미국에서 주로 일어난 현상이나, 다른 나라의 영화 제작사들 역시 할리우드의 5대 스튜디오와 비슷한 방식으로 복합적인 기업 운영을 하였다. 역사가 제임스 채프먼의 말을 인용하자면,

영국에서 수직적 통합을 완전하게 이룬 회사는 단 두 개가 있었다 (랭크 영화사와 어소시에이티드 브리티쉬 픽처 코퍼레이션). 다른 나라에서 수직적 통합이 어느 정도 일어난 경우를 들어보자면 1920년대의 독일 (만국영화주식회사 (UFA)), 1930년대 프랑스 (고몽-프랑코-필름-오베르 등), 일본 (니카츠(日活) 사, 쇼치쿠(松竹) 사, 토호(東宝) 사) 등이 있다. 규모가 큰 자국 및 아시아 시장 분포로 어쩌면 미국 영화계의 유일한 라이벌이라 할만한 인도의 경우는 대조적으로 이러한 수직적 통합이 이루어진 적이 없다.

예를 들어 1929년에는 일본 영화 극장의 75퍼센트가 니카츠 또는 쇼치쿠 사와 연결되어있었다.

## 같이 보기
- 스타 시스템
- 할리우드 메이저 6대 영화사

## 참고

### 출간물
- Bergan, Ronald (1986). The United Artists Story (New York: Crown). ISBN 0-517-56100-X
- Chapman, James (2003). Cinemas of the World: Film and Society from 1895 to the Present (London: Reaktion Books). ISBN 1-86189-162-8
- Finler, Joel W. (1988). The Hollywood Story (New York: Crown). ISBN 0-517-56576-5
- Goodwin, Doris Kearns (1987). The Fitzgeralds and the Kennedys (New York: Simon and Schuster). ISBN 0-671-23108-1
- Hirschhorn, Clive (1979). The Warner Bros. Story (New York: Crown). ISBN 0-517-53834-2
- Jewell, Richard B., with Vernon Harbin (1982). The RKO Story (New York: Arlington House/Crown). ISBN 0-517-54656-6
- Orbach, Barak Y. (2004). "Antitrust and Pricing in the Motion Picture Industry," Yale Journal on Regulation vol. 21, no. 2, 여름 (온라인으로 볼 수 있음).
- Schatz, Thomas (1998 [1988]). The Genius of the System: Hollywood Filmmaking in the Studio Era (London: Faber and Faber). ISBN 0-571-19596-2
- Schatz, Thomas (1999 [1997]). Boom and Bust: American Cinema in the 1940s (Berkeley, Los Angeles, and London: University of California Press). ISBN 0-520-22130-3
- Utterson, Andrew (2005). Technology and Culture—The Film Reader (Oxford and New York: Routledge/Taylor & Francis). ISBN 0-415-31984-6

### 온라인

#### 글
- Brand, Paul (2005). "'Nice Town. I'll Take It': Howard Hughes Revisited"[깨진 링크(과거 내용 찾기)], Bright Lights Film Journal 47, 2월.
- Freiberg, Freda (2000). "Comprehensive Connections: The Film Industry, the Theatre and the State in the Early Japanese Cinema" 보관됨 2006-09-03 - 웨이백 머신, Screening the Past 11, 11월 1일.

#### 기록
- The Hollywood Antitrust Case, aka The Paramount Antitrust Case 독립 영화 제작사 연구에 따른 상세한 역사